# Partito Repubblicano Mongolo
Il Partito Repubblicano Mongolo (in mongolo: Монголын Бүгд Найрамдах Нам; traslitterato: Mongolyn Bügd Nairamdakh Nam - MBNN) è un partito politico conservatore mongolo.

## Risultati elettorali
| Elezioni          | Voti   | %    | Seggi  |
| ----------------- | ------ | ---- | ------ |
| Parlamentari 1992 | 62.194 | 2,10 | 0 / 76 |
| Parlamentari 1996 | 17.581 | 1,70 | 0 / 76 |
| Parlamentari 2000 | 41.991 | 4,20 | 0 / 76 |
| Parlamentari 2004 | 14.819 | 1,38 | 1 / 76 |
| Parlamentari 2008 |        |      |        |
| Parlamentari 2012 |        |      |        |
| Parlamentari 2016 | 23.118 | 1,66 | 0 / 76 |
| Parlamentari 2020 |        |      |        |